# Гуго Клюнийский
Гу́го Клюнийский, Гуго Великий, Гуго из Семюра (фр. Hugues de Cluny; 13 мая 1024 год, Семюр-ан-Брионне — 28 апреля 1109 года, Клюни) — католический святой, монах-бенедиктинец, шестой аббат Клюни (1049—1109), при котором Клюнийская конгрегация достигла пика своего могущества.

## Биография
Гуго родился в 1024 году в Семюре-ан-Брионне в семье графов Семюра, одной из знатнейших семей Бургундии, состоявшей в родстве с Каролингами и Капетингами. Его отец Дальмас I был сеньором Семюра.
Гуго выбрал церковную карьеру, в 14-летнем возрасте он стал новицием в монастыре Клюни, годом позже принес монашеские обеты в ордене бенедиктинцев. Несмотря на свою молодость быстро завоевал авторитет в аббатстве своим умом и благочестием. В 20 лет рукоположен в священники. Когда ему было всего 25 лет он стал аббатом Клюни после смерти Одилона Клюнийского, заняв в столь молодом возрасте один из самых влиятельных церковных постов того времени. Гуго Клюнийский управлял монастырём и обширной Клюнийской конгрегацией ровно 60 лет вплоть до своей смерти 28 апреля 1109 года. За это время конгрегация достигла пика могущества, сеть клюнийских обителей раскинулась от Польши до Англии и от Германии до Испании.

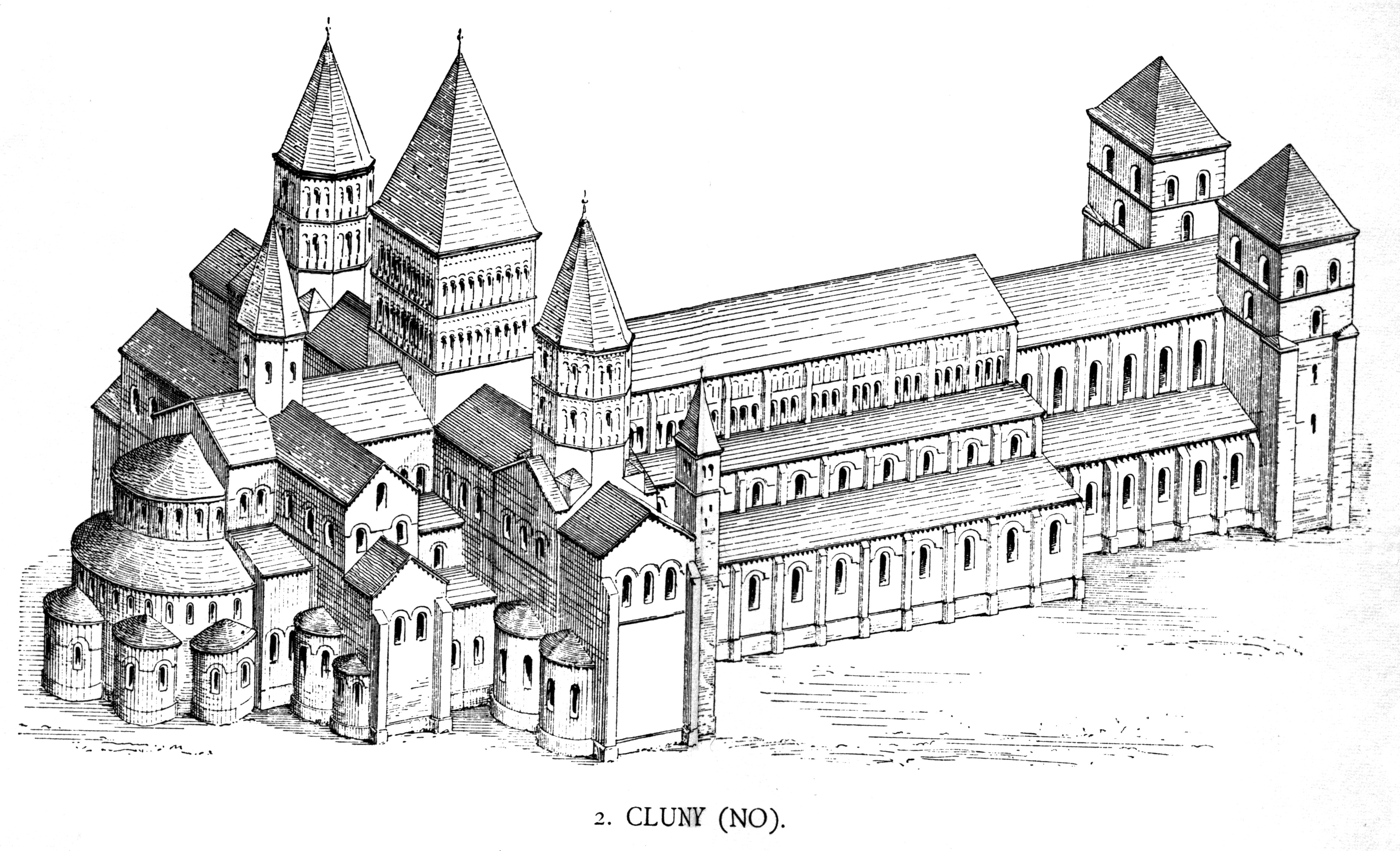
Реконструкция внешнего вида базилики Клюни III, возведённой Гуго Клюнийским

Одним из важнейших деяний Гуго стало возведение уже третьей по счёту главной базилики ордена, известной как Клюни III. Хотя предыдущая церковь, Клюни II была построена при аббате Майоле не так давно, в 981 году, стремительно растущее богатство и влияние Клюнийского ордена требовали для своей главной церкви возведения более масштабного сооружения.
Гигантская базилика была сооружена в 1088—1095 годах и оказала сильное влияние на романский стиль в архитектуре. Длина базилики составляла 187 м, высота — 30 метров, что делало её самой большой церковью Европы вплоть до XVI века.
Гуго поддерживал тесные отношения с Фердинандом Великим и его сыном Альфонсо Храбрым, что позволило ему укрепить позиции ордена в Испании. Был другом и советником императора Генриха III, крёстным отцом наследника престола, будущего императора Генриха IV. Принимал участие в спорах вокруг борьбы за инвеституру, пытался играть роль посредника между императором Генрихом IV и папой Григорием VII. В 1088 году папой римским был избран Урбан II, до своего избрания бывший приором Клюни и помощником Гуго, причём и после его избрания Гуго имел на своего бывшего подчинённого существенное влияние. Всё сказанное делало его одной из могущественнейших фигур европейской политики конца XI века.

## Почитание
Гуго был признан святым непосредственно после смерти и его культ, как святого, тщательно поддерживался в аббатстве Клюни. День памяти в Католической церкви — 29 апреля.